# Borislav Mikhailov
Borislav Bisserov Mikhailov (tiếng Bulgaria: Борислав Михайлов; sinh ngày 12 tháng 2 năm 1963) hiện là chủ tịch Liên đoàn bóng đá Bulgaria , từng là cầu thủ bóng đá Bulgaria, chơi ở vị trí thủ môn. Ông là đội trưởng của đội tuyển Bulgaria giành hạng tư tại World Cup 1994, và tham dự Euro 96. Mikhailov cũng có mặt tại World Cup 1986 và đang nắm giữ kỉ lục khoác áo đội tuyển Bulgaria với 102 lần. Ông từng thi đấu ở nước ngoài cho các câu lạc bộ ở Bồ Đào Nha, Pháp, Anh, Thụy Sĩ.
Năm 1995 Mikhailov chơi ở đội bóng Reading, lúc đó còn chơi ở Giải bóng đá hạng nhất Anh với mức giá kỉ lục của câu lạc bộ là 800.000 bảng Anh, thay thế cho thủ môn được yêu mến Shaka Hislop. Dường như ông quyết định chơi cho Reading sau khi xem trận đấu loại trực tiếp ở giải hạng Nhất (nhằm giành suất lên hạng) năm 1995 trên sân vận động Wembley giữa Reading và Bolton Wanderers. Tuy nhiên thời gian ở Reading Mikhailov gặp nhiều chấn thương nên không thành công. Tại Anh, ông có những biệt danh như Boris, Bobby và Wiggy, do Mikhailov thường đội tóc giả.
Sau khi giải nghệ cầu thủ, Mikhailov hoạt động trong lĩnh vực bóng đá với vai trò nhà quản lý. Ông là phó chú tịch Liên đoàn bóng đá Bulgaria từ 2001 đến 2005, sau đó thay thế Ivan Slavkov làm chủ tịch.
Năm 1998 Mikhailov cưới Maria Petrova, một cựu vận động viên thể dục nhịp điệu nổi tiếng của Bulgaria.